# Careproctus knipowitschi
Careproctus knipowitschi är en fiskart som beskrevs av Chernova 2005. Careproctus knipowitschi ingår i släktet Careproctus och familjen Liparidae. Inga underarter finns listade.